# الأردن في الألعاب الأولمبية الصيفية 2020
شارك الأردن في النسخة رقم 32 من دورة الألعاب الأولمبية الصيفية والتي اقيمت في العاصمة اليابانية طوكيو خلال الفترة من 23 تموز إلى 8 أغسطس عام 2021. وتعتبر هذه هي النسخة الحادية عشر التي يشارك فيها الأردن بدورات الألعاب الأولمبية الصيفية والتي بدأت في أولمبياد موسكو عام 1980 واستمرت حتى يومنا هذا. 
مثّل الأردن في هذه الدورة الأولمبية 14 لاعب ولاعبة وهو أكبر عدد من المشاركين الأردنيين في تاريخ مشاركات الأردن في الأولمبياد ليتفوق هذا الفريق عددياً على أكبر مشاركة أردنية والتي كانت في أولمبياد لوس أنجلوس عام 1984 بـ 13 لاعباً ولاعبة. كما كانت هذه المرة الأولى التي يمثل فيها الأردن 8 رياضات مُختلفة في الألعاب الأولمبية وهي: الفروسية والملاكمة والتايكواندو والكراتيه والجودو والرماية وألعاب القوى والسباحة. 
تتميزت المشاركة الأردنية في أولمبياد طوكيو بوجود أكبر عدد من المتأهلين في تاريخ المشاركة الأردنية بالأولمبياد من خلال 10 رياضيين تأهلوا من خلال التصفيات والمحطات التأهيلية وهو ضعف الرقم السابق لأكبر عدد من المتأهلين الأردنيين والذي كان في لندن عام 2012. ,اختيرت لاعبة التايكواندو الأردنية السابقة ندين دواني لتكون رئيسة البعثة الأردنية المشاركة في أولمبياد طوكيو 2020.

## المتأهلين

### الفروسية

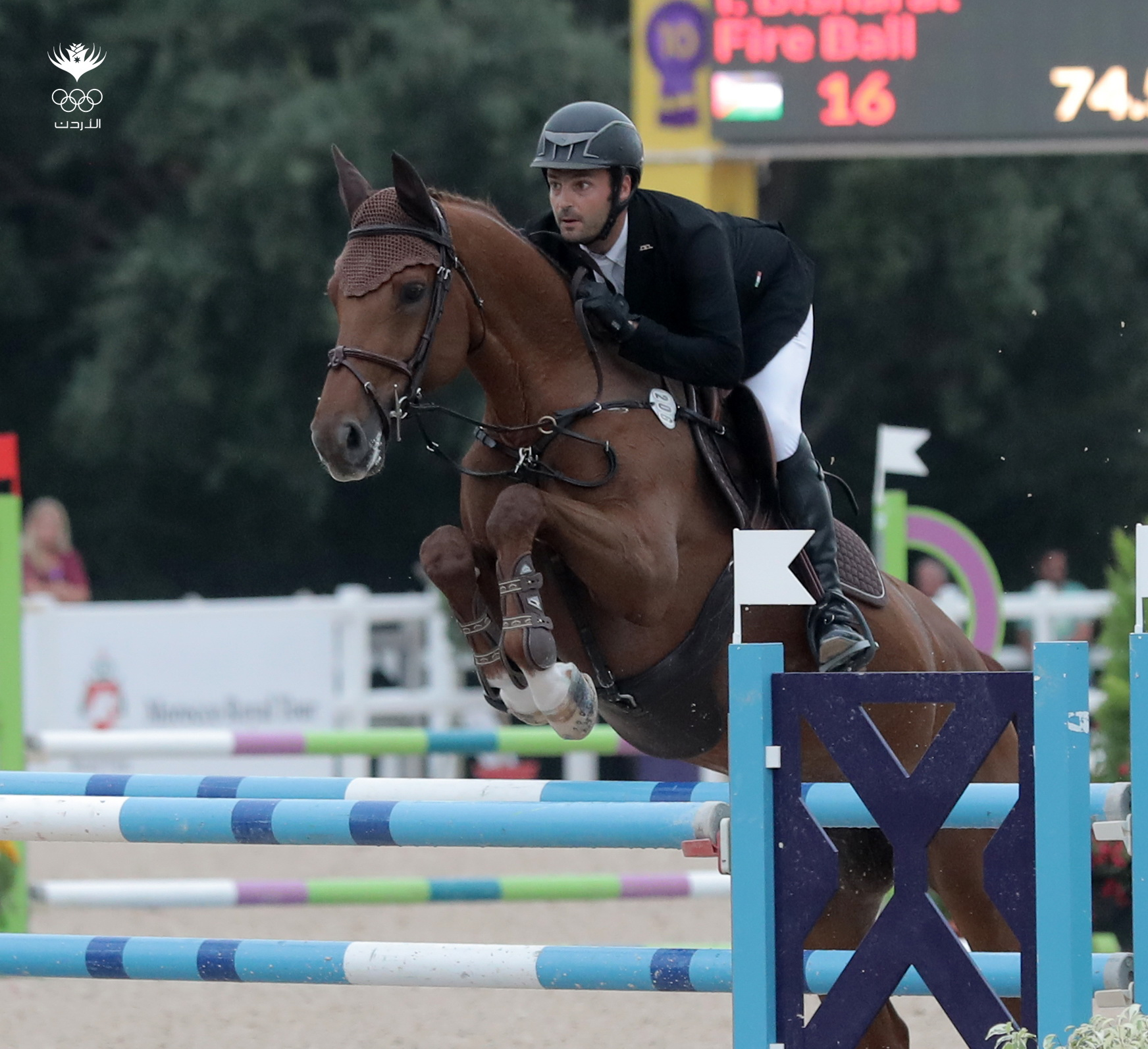
الفارس الأردني إبراهيم بشارات يُشارك في الأولمبياد للمرة الرابعة في مسيرته

نجحت رياضة الفروسية الأردنية في العودة إلى منافسات الأولمبياد بعد غيابها عن أولمبياد ريو 2016 حيث نجح الفارس إبراهيم بشارات في التأهل إلى أولمبياد طوكيو 2020. وتمكن بشارات في التأهل إلى الأولمبياد ضمن تخصص القفز عن الحواجز للمرة الرابعة في مسيرته حيث سبق وأن شارك في ثلاث نسخة سابقة في أثينا عام 2004 وبكين عام 2008 ولندن عام 2012 لينفرد بالتالي بقائمة أكثر الرياضيين الأردنيين مشاركةً في الألعاب الأولمبية الصيفية وليكون أول اللاعبين الأردنيين المتأهلين إلى أولمبياد طوكيو 2020.
وجاء تأهل بشارات إلى الأولمبياد يوم السادس من يناير عام 2020 بعد احتلاله المركز الثاني في تصنيف الاتحاد الدولي للفروسية والخاص بفرسان المجموعة السادسة والتي تضم فرسان الشرق الأوسط وأفريقيا برصيد 824 نقطة ليلتحق بالفارس السوري أحمد حمشو - الذي تصدر التصنيف - إلى أولمبياد طوكيو. وكان بشارات قد صرح في أعقاب تأهله إلى الألعاب الأولمبية للمرة الرابعة بمسيرته:«سعيد جداً بالتأهل للمرة الرابعة إلى الأولمبياد، لقد بذلت جهوداً كبيرة خلال العام الحالي من خلال المشاركة بالعديد من البطولات التأهيلية وحصلت على الكثير من النقاط التصنيفية التي عززت من تأهلي إلى طوكيو».

### الملاكمة
نجح 5 ملاكمين أردنيين في التأهل إلى أولمبياد طوكيو 2020 وهم، محمد الوادي (وزن تحت 57 كغم) وعبادة الكسبة (وزن تحت 63 كغم) وزياد عشيش (وزن تحت 69 كغم) وعدي الهنداوي (وزن تحت 81 كغم) وحسين عشيش (وزن تحت 91 كغم). وجاء تأهل الملاكمين الخمس إلى الأولمبياد من خلال تصفيات الملاكمة المؤهلة إلى أولمبياد طوكيو 2020 عن قارتي آسيا وأوقيانوسيا والتي استضافتها الأردن خلال الفترة من 3 إلى 11 أذار في صالة الأمير حمزة بمدينة الحسين للشباب. وخلال البطولة نال الملاكم زياد عشيش الميدالية الذهبية ضمن منافسات وزنه فيما حصد الملاكم محمد الوادي الميدالية الفضية وتوج كل من عبادة الكسبة وعدي الهنداوي وحسين عشيش بالميدالية البرونزية. وتعتبر هذه هي المرة الأولى في تاريخ الرياضة الأردنية التي يتأهل فيها 5 لاعبين من رياضة واحدة في نفس النسخة الأولمبية. ونجح اللاعبان حسين عشيش وعبادة الكسبة من التأهل إلى الأولمبياد للمرة الثانية على التوالي حيث سبق وأن شاركا سوياً في أولمبياد ريو دي جانيرو عام 2016.

### التايكواندو
استضاف الأردن التصفيات الخاصة بالتأهل إلى دورة الألعاب الأولمبية (طوكيو 2020) لرياضة التايكواندو عن قارة آسيا خلال الفترة من 21 إلى 22 مايو عام 2021 في قاعة فندق كمبينسكي - عمان.
ونجحت اللاعبة، جوليانا الصادق، في التأهل إلى أولمبياد طوكيو، قبل انطلاق التصفيات الآسيوية وذلك في أعقاب انسحاب منافستها، لاعبة منتخب بوتان، من الدور نصف النهائي لمنافسات وزن تحت 67 كغم.
كما تأهل اللاعب، صالح الشرباتي، إلى الألعاب الأولمبية، ضمن منافسات وزن تحت 80 كغم، بعد فوزه في نزالين متتاليين على كل من، اللاعب وائل الفراج والذي يُمثل فريق اللاجئين بعدم التكافؤ 26-1 من الجولة الثانية.
وفي الدور نصف النهائي، فاز الشرباتي كذلك على اللاعب القيرغيزستاني أكبر ايتاخونوف بنتيجة 36-6 ليتأهل إلى الأولمبياد رفقة زميلته في المنتخب الوطني للتايكواندو إلى أولمبياد طوكيو.

### الكراتيه

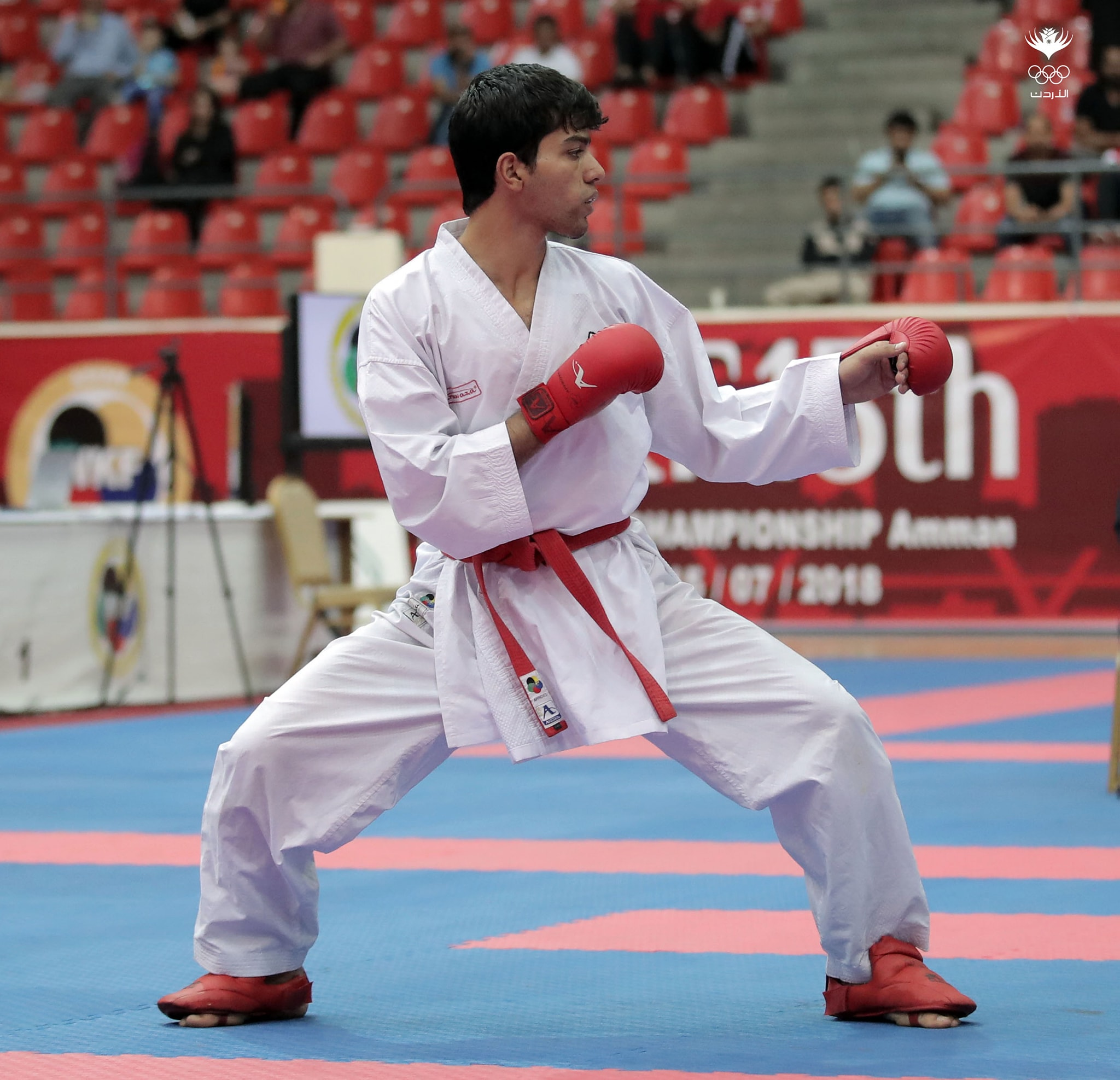
لاعب الكراتيه الأردني عبدالرحمن المصاطفة المتأهل إلى أولمبياد طوكيو

نجح لاعب المنتخب الأردني للكراتيه، عبدالرحمن المصاطفة، يوم 11 يونيو 2021 في التأهل إلى أولمبياد طوكيو 2020، وذلك بعد فوزه بالميدالية الفضية، في التصفية العالمية المؤهلة للأولمبياد والتي أقيمت في العاصمة الفرنسية باريس. وخاض «المصاطفة» خلال التصفيات 10 نزالات ونجح في تحقيق الفوز في 7 نزالات وتعادل في نزالين وخسر نزال وحيد ليحجز مقعداً له من بين 10 مقاعد مُخصصة لوزن تحت 67 كغم في أولمبياد طوكيو والتي ستشهد تواجد رياضة الكراتيه للمرة الأولى في تاريخ الألعاب الأولمبية.

### الرماية
أعلن الاتحاد الدولي للرماية يوم 17 يونيو 2021 عن منح الأردن مقعداً في منافسات المسدس الهوائي 10 متر على مستوى السيدات بدورة الألعاب الأولمبية المقبلة، وقرر الاتحاد الملكي الأردني للرماية منح بطاقة المشاركة الأولمبية للاعبة المنتخب، أسماء أبو ربيع، وذلك بالنظر لإنجازاتها والأرقام التي سجلتها خلال مشاركاتها الدولية الماضية.
وتعتبر هذه هي المرة الأولى منذ أولمبياد سيدني عام 2000 التي يتأهل فيها لاعب أردني إلى منافسات الرماية بالألعاب الأولمبية وكانت رياضة الرماية هي أول رياضة مثلت الأردن في الألعاب الأولمبية خلال المشاركة الأولى بأولمبياد موسكو 1980.

### الجودو
أعلن الاتحاد الدولي للجودو، يوم 22 يونيو 2021، عن تأهل لاعب المنتخب الأردني للجودو، يونس عيال سلمان، إلى دورة الألعاب الأولمبية. وحصل «عيال سلمان» على المقعد التأهيلي المُخصص للقارة الآسيوية لمنافسات وزن تحت 73 كغم. وتعتبر هذه هي المرة الثانية على التوالي التي يتأهل فيها لاعب جودو أردني إلى الألعاب الأولمبية بعد مشاركة إبراهيم خلف في أولمبياد ريو 2016.

### ألعاب القوى

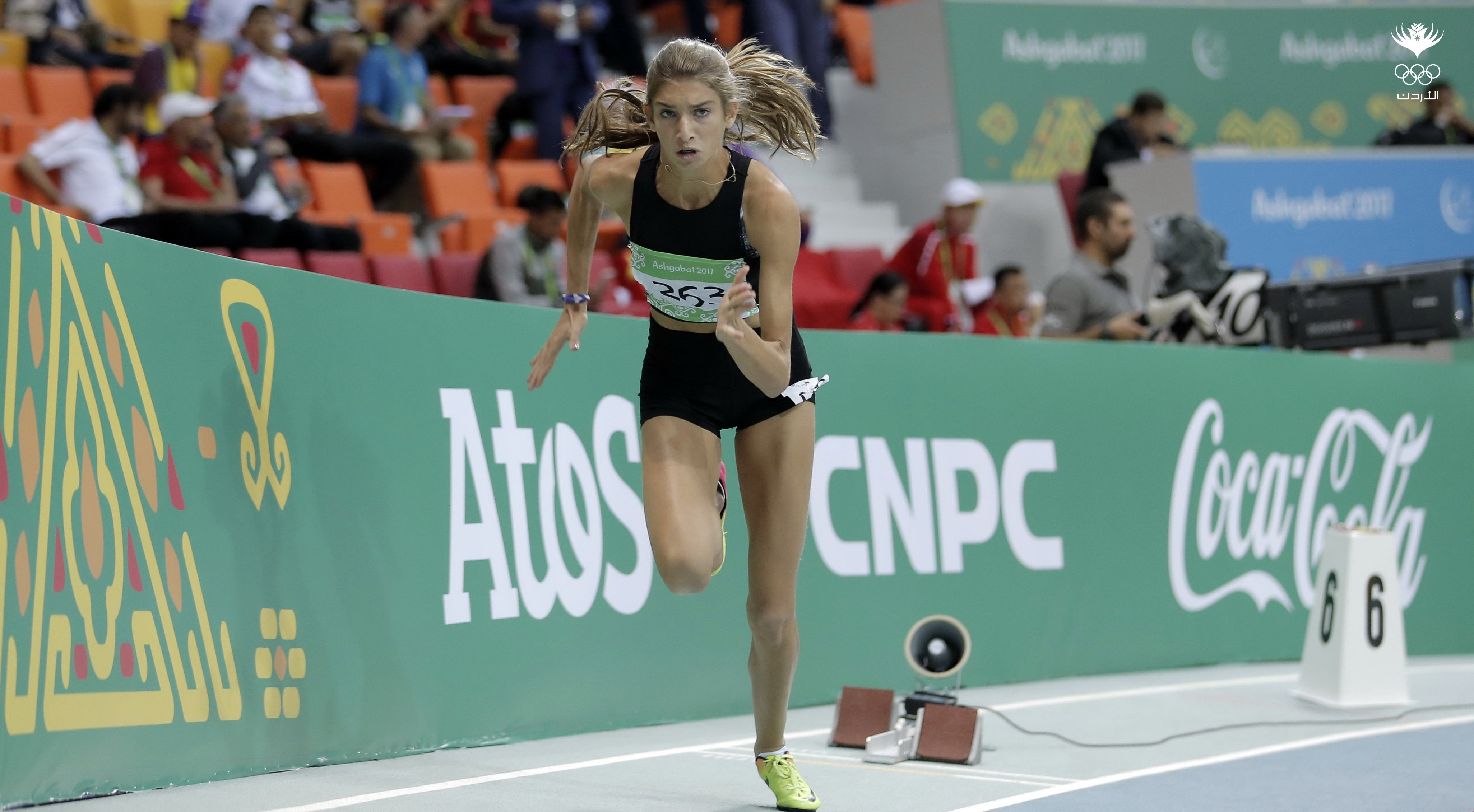
العداءة الأردنية عليا بشناق المشاركة في أولمبياد طوكيو

اختيرت عداءة المنتخب الأردني لألعاب القوى، عليا بشناق، لتمثيل الأردن في طوكيو، وستشارك بشناق (20 عاماً) في منافسات المسافات القصيرة بدورة الألعاب الأولمبية القادمة وجاء اختيارها لتمثيل رياضة ألعاب القوى الأردنية بفضل أرقامها المتقدمة وسجلاتها خلال السنوات الماضية.

### السباحة
اختيرت السباحة، تاليتا بقلة، لتمثيل الأردن في دورة الألعاب الأولمبية (طوكيو 2020) ضمن تخصص 50 متر سباحة حرة لتسجل حضورها الأولمبي الثالث على التوالي بعد المشاركة في أولمبياد لندن 2012 وريو 2016. كما اختير السباح عمرو الور للمشاركة في أولمبياد طوكيو ضمن تخصص 200 متر صدر وسبق للور المشاركة في دورة الألعاب الأولمبية للشباب والتي جرت في العاصمة الأرجنتينية بوينس آيرس في عام 2018.

## الميداليات
| الميدالية | اسم الرياضي        | الرياضة    | المنافسة        | التاريخ  |
| --------- | ------------------ | ---------- | --------------- | -------- |
| فضية      | صالح الشرباتي      | التايكوندو | وزن 80 كغم رجال | 26 يوليو |
| برونزية   | عبدالرحمن المصاطفة | الكاراتيه  | تحت 67 كغ       | 5 أغسطس  |

| الرياضة     | الأول | الثاني | الثالث | المجموع |
| التايكواندو | 0     | 1      | 0      | 1       |
| الكاراتيه   | 0     | 0      | 1      | 1       |
| المجموع     | 0     | 1      | 1      | 2       |

| الميداليات حسب التاريخ | الميداليات حسب التاريخ | الميداليات حسب التاريخ | الميداليات حسب التاريخ | الميداليات حسب التاريخ | الميداليات حسب التاريخ |
| ---------------------- | ---------------------- | ---------------------- | ---------------------- | ---------------------- | ---------------------- |
| التاريخ                | الأول                  | الثاني                 | الثالث                 | المجموع                |                        |
| 26 تموز\يوليو          | 0                      | 1                      | 0                      | 1                      |                        |
| المجموع                | 0                      | 1                      | 0                      | 1                      |                        |